# Luisa Mattioli
Pour les articles homonymes, voir Mattioli.
Luisa Mattioli, parfois créditée sous le nom de Maria Luisa Mattioli ou Luisa Moore (née à San Stino di Livenza le 23 mars 1936 et morte à Zurich le 6 octobre 2021), est une actrice italienne, active dans le cinéma et la télévision italienne entre la seconde moitié des années 1950 et la première moitié des années 1960 et ancienne épouse de Roger Moore.

## Biographie
Luisa Mattioli était la troisième épouse de l'acteur Roger Moore. Ils se sont rencontrés au début des années 1960 lorsqu'elle l'a interviewé pour une émission de télévision. Ils ont travaillé ensemble en 1961 dans le film péplum L'Enlèvement des Sabines 
(Il ratto delle Sabine) de Richard Pottier. Dans le « Hollywood-sur-Tibre » qui gravitait autour des établissements de Cinecittà et de Via Veneto, le couple constituait une attraction notable pour ce qui était l'âge d'or de la dolce vita romana. Moore était cependant marié à l'époque à la chanteuse Dorothy Squires, sa seconde épouse, et bien que vivant ensemble, ce n'est qu'après son divorce que l'acteur a épousé Luisa Mattioli le 11 avril 1969 à Londres.
Le mariage a donné naissance à trois enfants : Deborah (née en 1963 à Londres), actrice ayant joué deux petits rôles dans des films de James Bond ; Geoffrey (né en 1966), qui est devenu acteur et producteur de films tout en dirigeant un restaurant à Londres ; Christian (né en 1973), également producteur. Luisa Mattioli et Roger Moore se sont séparés en 1993 avant de divorcer en 2002.

## Filmographie

### Télévision
- 1960 : Giallo club. Invito al poliziesco-Tenente Sheridan - série télévisée, épisode Rapina al grattacielo
- 1961 : Il caso Maurizius (it) - feuilleton